# Arthur J. Jefferson
Arthur Joseph Jefferson (Lichfield, 21 gennaio 1862 – Barkston, 30 agosto 1949) è stato un attore teatrale e regista teatrale britannico, padre del celebre comico Stan Laurel.

## Biografia
Figlio di Frank Jefferson (1838-1872). Grazie alla sua unione con l'attrice drammatica Madge (Margaret) Metcalfe (1860-1908), sposato il 19 marzo 1884, nacque nel 1890 l'attore comico Stan Laurel.
Alla sua epoca, fu uno dei più famosi attori inglesi, di teatro e music-hall. Insieme alla moglie calcò le scene dei teatri del nord dell'Inghilterra e in seguito di Glasgow, dove si trasferì per lavorare al Metropole Theatre nel 1902.
Fra le sue opere va ricordata Home from the Honeymoon, dalla quale furono tratti i soggetti cinematografici dei film Zuppa d'anatra (Duck Soup), del 1927, e Un nuovo imbroglio (Another Fine Mess), del 1930, entrambi interpretati da Stan Laurel e Oliver Hardy.
Muore nel 1949 e viene sepolto nel cimitero di Barkston and Syston a Barkston, nel Lincolnshire.